# Живородящая ящерица
Живородящая ящерица (лат. Zootoca vivipara) — вид пресмыкающихся из семейства настоящих ящериц. Ранее включалась в род зелёных ящериц (Lacerta).
Имеет мелкие размеры, достигая длины тела до 7 см. Хвост примерно в два раза длиннее. Туловище покрыто мелкими гладкими или килеватыми чешуйками. Окраска изменчива, взрослые особи обычно различных оттенков коричневого с продольными светлыми и тёмными полосами. Брюхо у самцов кирпично-красное или оранжевое с тёмными пятнышками, а у самок оно светлое и обычно без пятен. Молодые ящерицы более тёмные и имеют менее явный рисунок.
Распространена почти по всей территории Северной, Центральной и Восточной Европы, а также на севере Азии. Этот вид наименее восприимчив к низким температурам среди ящериц, поэтому его ареал может заходить за Полярный круг. Обитает преимущественно в хвойных и широколиственных лесах, в которых придерживается открытых и влажных участков. Ведёт дневной наземный образ жизни, может взбираться на деревья и кустарники, нырять и бегать по дну водоёмов. Питается в основном разнообразными беспозвоночными животными. В разных частях ареала активна с февраля—июня по сентябрь—октябрь. На большей части ареала яйцеживородяща, но в южных популяциях самки откладывают яйца.

## Внешний вид

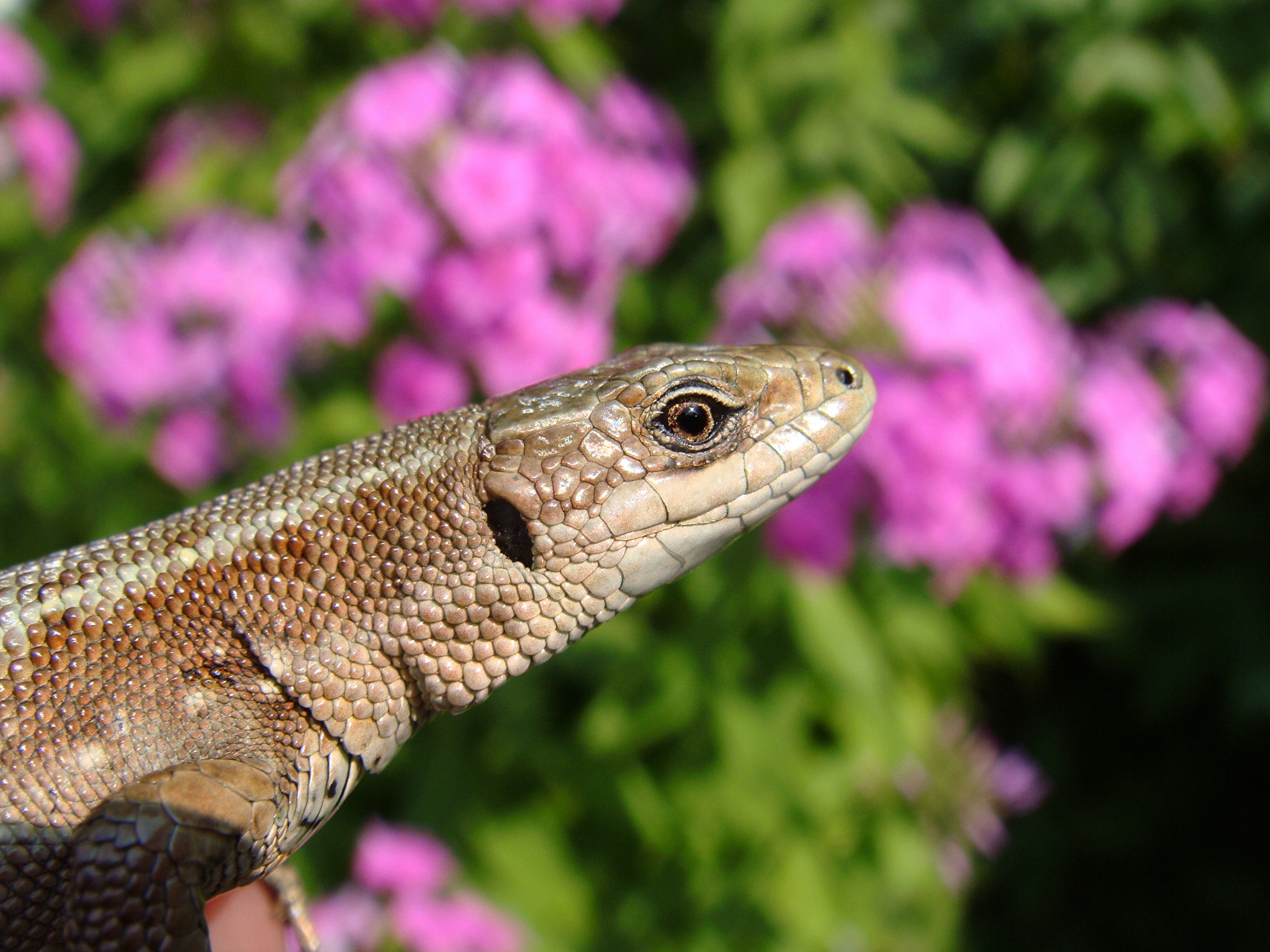
Голова живородящей ящерицы сбоку

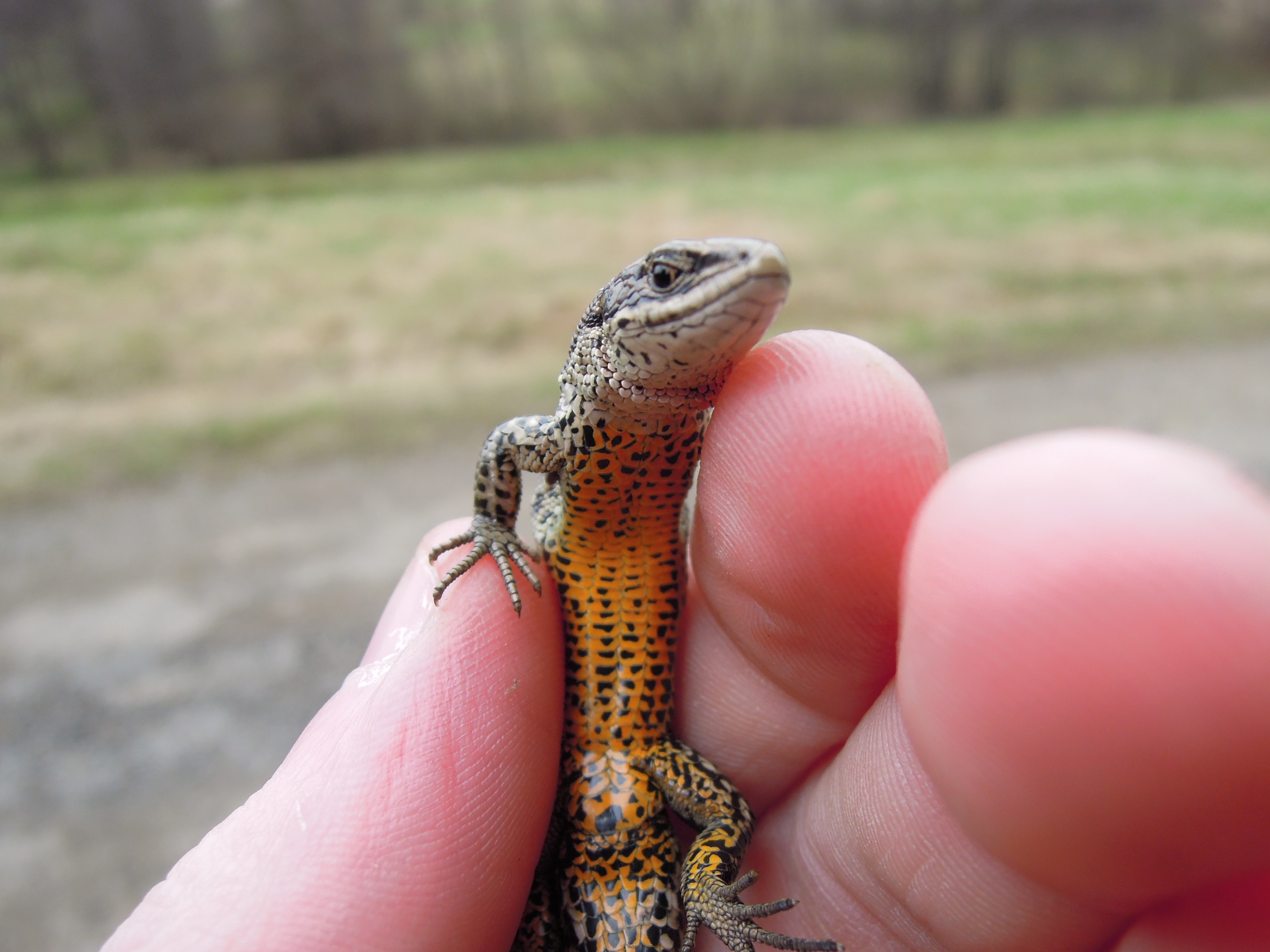
Нижняя сторона тела у самцов оранжевая с чёрными пятнами

Небольшая ящерица с длиной тела до 71 мм. Хвост примерно в два раза длиннее. Голова не уплощённая. Конечности относительно короткие. Межчелюстной щиток обычно не касается ноздри. Задненосовой один, очень редко два. Предлобные как правило касаются друг друга, реже отделены соприкасающимися лобным и лобоносовым или особым дополнительным щитком. Скуловой один, крайне редко отсутствует. Перед подглазничным 3—4, реже 5 верхнегубных щитков. Верхний заглазничный щиток касается теменного, что отличает её от прыткой ящерицы. Между надглазничными и верхнересничными щитками расположено до 5 зёрнышек, но у некоторых особей они могут отсутствовать. Верхневисочных обычно два, имеющих изменчивые размеры. Центральновисочный щиток отсутствует или слабо выражен, в то время как барабанный крупный. Горловая складка развита слабо. Воротник состоит из 6—12 зазубренных щитков. По средней линии горла 13—23 чешуйки. Шея сверху покрыта относительно крупными гладкими чешуйками шестиугольной или округлой формы. Чешуя вдоль хребта гладкая или килеватая, имеет вытянуто-шестиугольную или овальную форму. Вокруг середины туловища 25—38 чешуй. Брюшные щитки расположены в 6 продольных рядов, иногда с каждой стороны имеется по одному более короткому ряду из щитков меньшего размера. Анальный щиток небольшой. Преанальных щитков 4—8, при этом средняя их пара сильно увеличена. Бедренных пор по 5—16 на каждой ноге, их ряд доходит до коленного сгиба.

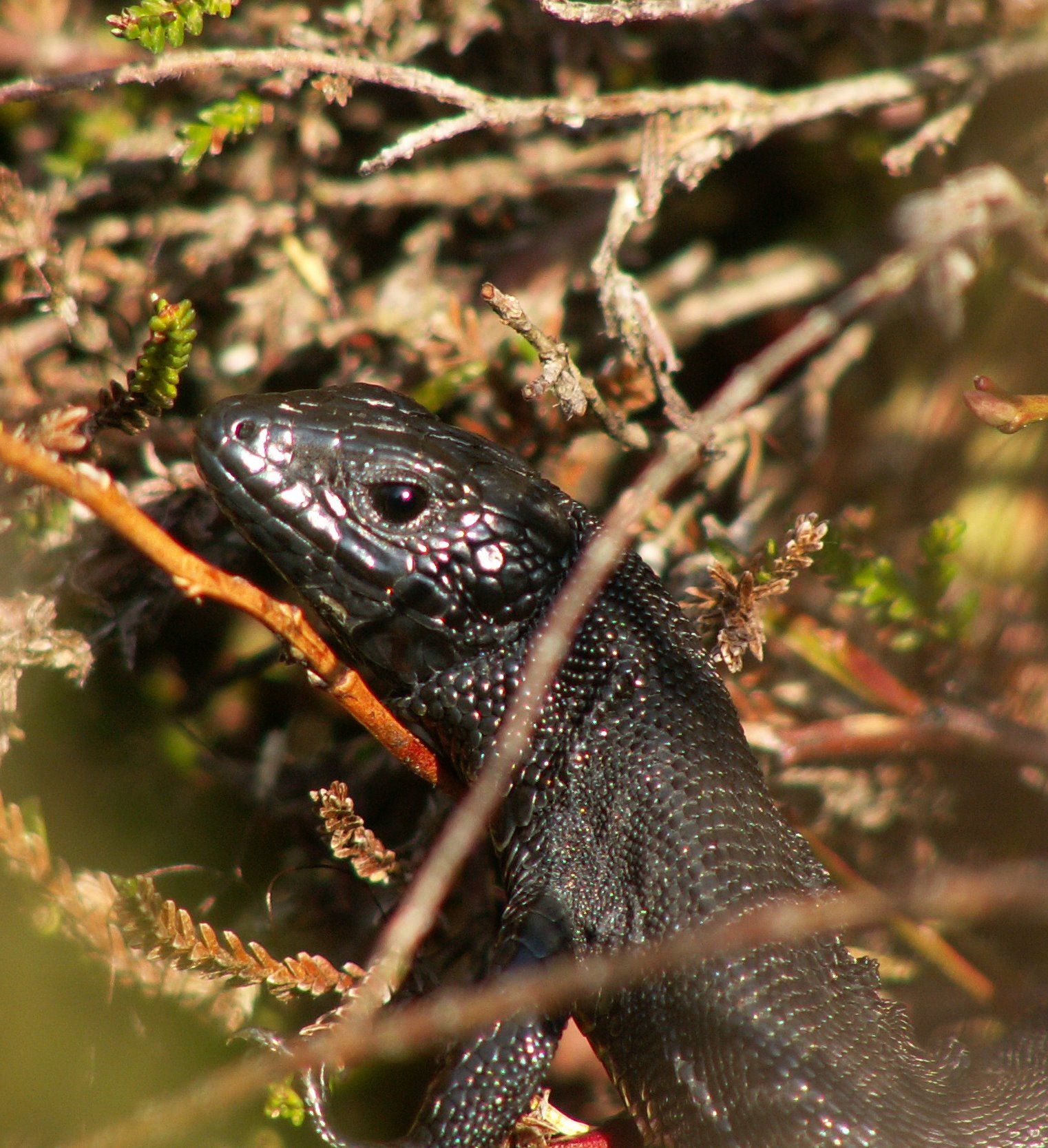
Живородящяя ящерица меланист

Окраска довольно изменчива. Взрослые особи сверху буро-коричневые, желтовато-коричневые или зеленоватые с характерным рисунком из тёмной полосы, идущей вдоль позвоночника, двух светлых полос по сторонам спины и широких тёмных полос по бокам туловища, по нижнему краю окантованных светлой линией, которая иногда разбивается на отдельные пятна. Вдоль спины располагаются более или менее вытянутые тёмные или светлые пятнышки. Встречаются особи с полностью чёрной окраской (меланисты). Брюхо, нижняя сторона бёдер и основание хвоста у самцов кирпично-красные или оранжевые, покрыты множеством тёмных пятнышек, а у самок беловатые, кремовые, желтоватые или зеленоватые, как правило без пятен. Горло обычно беловатое с пятнами, у самцов иногда розоватое. Молодые ящерицы чёрные, тёмно-коричневые, коричнево-бронзовые или грязно-жёлтые, рисунок не выражен.
Самец отличается от самки более стройным телосложением, более коротким туловищем и более крупной головой; более яркой окраской; наличием выпуклости у основания хвоста (там располагаются гемипенисы); более тёмным брюхом.

## Распространение
Является самым широко распространённым видом пресмыкающихся в мире. Ареал простирается от Ирландии и Пиренейского полуострова на западе до Шантарских островов, Сахалина и северной Японии на востоке. На севере Скандинавии может заходить за Полярного круга на 350 км, что делает её самым северным видом рептилий. Северная граница ареала проходит по побережью Кольского полуострова, продолжаясь за Полярным кругом до нижнего течения Енисея, пересекает долины Лены, Вилюя и Алдана и на Дальнем Востоке выходит к морю южнее долины Уда. Южная граница основного ареала проходит по центральной Франции, северной Италии, юго-западной Австрии, Динарским Альпам, западной Венгрии, южной и центральной Румынии, северной Молдове, центральной Украине, а также северным частям Казахстана, Монголии и Китая. Изолированные популяции обитают также на севере Испании, в юго-западной Франции, Сербии, западной Болгарии и на крайних северо-западе и северо-востоке Северной Македонии. Встречается от уровня моря до высоты 2900 м.
Может встречаться в разнообразных биотопах, имеющих высокую влажность и обильный травянистый покров. Обитает преимущественно в хвойных и широколиственных лесах, где занимает облесенные болота, торфяники, зарастающие вырубки, гари, обочины дорог и склоны канав, лесные опушки, поляны, просеки, звериные тропы, берега рек, прибрежные песчаные дюны и клифы. Может селится поблизости от человека — в огородах и садах. В северной Сибири может встречаться в тундре на болотных кочках. На юге ареала обитает преимущественно в горах, где встречается в более влажных и открытых местообитаниях, в том числе выше границы леса.

## Образ жизни
Ведёт наземный образ жизни, но иногда взбирается на деревья и кустарники. Обычно придерживается поваленных древесных стволов, пней и оснований деревьев. Укрытиями служат пустоты между корнями, моховые кочки, лесная подстилка, норы мелких млекопитающих, пространства под отслоившейся корой и дупла. По сравнению с другими настоящими ящерицами, передвигается медленнее. Хорошо плавает и ныряет. Может пробегать по дну водоёма и зарываться в ил.
Питаются насекомыми и их личинками, пауками, многоножками, моллюсками и дождевыми червями, иногда могут ловить головастиков или личинок насекомых из воды. При этом они удерживают добычу мелкими зубами, не способными к разжёвыванию, и проглатывают их целиком.

## Жизненный цикл
Активная в дневное время суток. В пределах года период активности в разных частях ареала очень изменчив. В Центральной Европе он длится с февраля по октябрь, в центральных областях Европейской части России с зимовки выходит ещё до полного схода снега, в конце марта — начале апреля, в окрестностях Хабаровска и на Сахалине — в середине или во второй половине мая, а у северной границы ареала — в первой половине июня. На зимовку уходит конце августа — начале сентября на крайнем севере и в октябре в Средней полосе России. Более короткий период активности характерен и для популяций, обитающих на больших высотах. Молодые ящерицы уходят на зимовку позже взрослых. Зимуют под землёй на глубине 30—40 см.

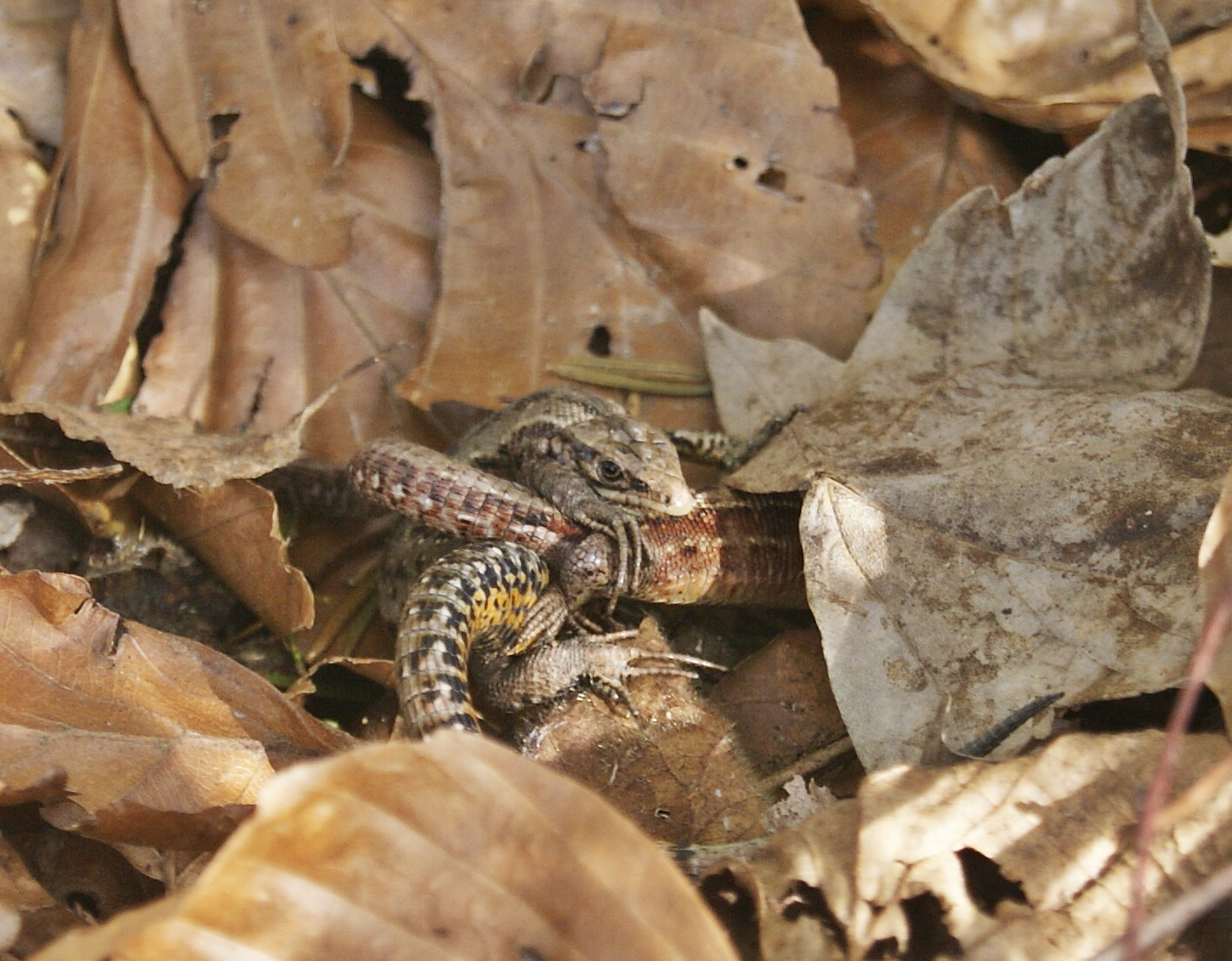
Спаривание

Живородящие ящерицы становятся половозрелыми на второй или третий год жизни. На большей части ареала спаривание происходит в апреле—мае, вскоре после выхода из зимней спячки, но на его севере и на больших высотах — не раньше июня. Для большей части популяций характерно яйцеживорождение, но ящерицы из южных популяций (Испания, южная Франция, Австрия, Италия, Словения) откладывают яйца. В пределах России и сопредельных стран беременность длится 70—90 дней, и молодые ящерицы появляются с начала июля, в более тёплые годы — с середины июня. Старые самки рождают 8—12 детёнышей, а молодые — 2—6. В южных популяциях самки делают по две кладки в год из 1—13 яиц, первую в июне—июле, а вторую в июле—августе. В более северных или выосокогорных яйцекладущих популяциях самки обычно делают одну кладку в июле. Детёныши вылупляют через несколько недель. Новорождённые ящерицы имеют длину тела без хвоста 18—22 мм и массу около 0,2 г.

## Систематика
По данным Reptile Database на март 2025 года выделяют 3 подвида:
- Zootoca vivipara louislantzi Arribas, 2009
- Zootoca vivipara pannonica (Lac & Kluch, 1968)
- Zootoca vivipara vivipara (Lichtenstein, 1823)